# Елізабет Олсен
Елізабет Чейз Олсен (англ. Elizabeth Chase Olsen; 16 лютого 1989, Шерман-Оукс, Каліфорнія, США) — американська акторка. Отримала всесвітнє визнання за роль Багряної відьми в медіафраншизі «Кіновсесвіт Marvel», зокрема мінісеріалі «ВандаВіжен» (2021), за участь у якому була номінована на премії «Еммі», «Золотий глобус», і «Вибір телевізійних критиків». Також виконала головні ролі у фільмах «Ґодзілла» (2014), «Вітряна ріка» (2017) та серіалі «Любов і смерть» (2023).
Сестра авторок, продюсерок та дизайнерок Мері-Кейт та Ешлі Олсен.

## Біографія
Народилася 16 лютого 1989 у містечку Шерман-Оукс, передмісті Лос-Анджелеса (штат Каліфорнія, США) у родині іпотечного банкіра Девіда Олсена (н. 1953) та колишньої балерини Джарнетт Фуллер (н. 1954). 1995 року, коли Елізабет було 6 років, її батьки розлучилися. Має старшого брата Джеймса Трента Олсена (н. 1984) та сестер-близнючок — відомих акторок, продюсерок та дизайнерок Мері-Кейт та Ешлі Фуллер Олсен (н. 1986). Також має єдинокровних сестру Тейлор Олсен (н. 1996) і брата Джейка Олсена (н. 1997) від другого шлюбу її батька з Мартою МакКензі.
Випускниця «Atlantic Theater Company» і «NYU Tisch School of the Arts».

## Кар'єра
Дебютувала на екрані 1994 року, зігравши невелику роль у фільмі «Веселенькі деньки на дикому заході», де головні ролі зіграли її сестри. До цього Олсен з'явилася у кількох відео сестер у ролі самої себе. Знялася у музичному кліпі «Carlotta» на пісню «The Queen».
2011 року вона отримала хороші відгуки від критики за виконання головної ролі у фільмі «Марта, Марсі Мей, Марлен».
Отримала всесвітнє визнання за роль Ванди Максимової / «Багряної відьми» в медіафраншизі «Кіновсесвіт Marvel», яка з'явилася у фільмах про супергероїв «Капітан Америка: Зимовий солдат» (2014), «Месники: Ера Альтрона» (2015), «Капітан Америка: Громадянська війна» (2016), «Месники: Війна нескінченности» (2018), «Месники: Завершення» (2019) та «Доктор Стрендж у мультивсесвіті божевілля» (2022), а також у мінісеріалі «ВандаВіжен» (2021), за участь у якому була номінована на премії «Еммі», «Золотий глобус», і «Вибір телевізійних критиків». 
Поза роботою як Багряна Відьма, продовжувала зніматися у фільмах, включаючи фільм 2014 року «Ґодзілла», фільм 2017 року «Вітряна ріка» та драму «Інґрід їде на захід» 2017 року.
23 лютого 2016 року в Лондоні стала акторкою року за версією Elle Style Awards — 2016.

## Фільмографія

### Фільми
| Рік  |   | Українська назва                          | Оригінальна назва                           | Роль                                 |
| ---- | - | ----------------------------------------- | ------------------------------------------- | ------------------------------------ |
| 2011 | ф | Марта, Марсі Мей, Марлен                  | Martha Marcy May Marlene                    | Марта                                |
| 2011 | ф | Тихий будинок                             | The Silent House                            | Сара                                 |
| 2011 | ф | Мир, любов та непорозуміння               | Peace, Love, & Misunderstanding             | Зої                                  |
| 2012 | ф | Червоні вогні                             | Red Lights                                  | Саллі Оуен                           |
| 2012 | ф | Гуманітарні науки                         | Liberal Arts                                | Зіббі                                |
| 2012 | ф | Дуже хороші дівчатка                      | Very Good Girls                             | Геррі                                |
| 2013 | ф | Тереза Ракен                              | In Secret                                   | Тереза Ракен                         |
| 2013 | ф | Вбий своїх коханих                        | Kill Your Darlings                          | Еді Паркер                           |
| 2013 | ф | Олдбой                                    | Oldboy                                      | Марі Себастьян                       |
| 2014 | ф | Перший месник: Друга війна                | Captain America: The Winter Soldier         | Ванда Максимова (сцена після титрів) |
| 2014 | ф | Ґодзілла                                  | Godzilla                                    | Елль Броді                           |
| 2015 | ф | Месники: Ера Альтрона                     | The Avengers: Age of Ultron                 | Ванда Максимова / Багряна Відьма     |
| 2016 | ф | Перший месник: Протистояння               | Captain America: Civil War                  | Ванда Максимова / Багряна Відьма     |
| 2017 | ф | Вітряна ріка                              | Wind River                                  | Джейн Беннер                         |
| 2017 | ф | Кодахром                                  | Kodachrome                                  | Зої Керн                             |
| 2017 | ф | Інгрід їде на Захід                       | Ingrid Goes West                            | Тейлор Слоан                         |
| 2018 | ф | Месники: Війна нескінченності             | Avengers: Infinity War                      | Ванда Максимова / Багряна Відьма     |
| 2019 | ф | Месники: Завершення                       | Avengers:Endgame                            | Ванда Максимова / Багряна Відьма     |
| 2022 | ф | Доктор Стрендж у мультивсесвіті божевілля | Doctor Strange in the Multiverse of Madness | Ванда Максимова / Багряна Відьма     |
| 2023 | ф | Його три доньки                           | His Three Daughters                         | Крістіна                             |
| 2024 | ф | Оцінка                                    | The Assessment                              | Міа                                  |

### Телебачення
| Рік       |    | Українська назва                   | Оригінальна назва         | Роль                                                       |
| --------- | -- | ---------------------------------- | ------------------------- | ---------------------------------------------------------- |
| 1994      | тф | Веселенькі деньки на дикому заході | How the West Was Fun      | дівчинка у машині                                          |
| 1995      | с  |                                    | Full House                | дівчина з квітами (Епізод: "Michelle Rides Again: Part 2") |
| 2016      | с  | Історія напідпитку                 | Drunk History             | Норма Копп (Епізод: "Siblings")                            |
| 2017      | с  |                                    | HarmonQuest               | Стремено (Епізод: "The Keystone Obelisk")                  |
| 2018—2019 | с  | Співчуваю вашій утраті             | Sorry for Your Loss       | Лі Шоу (20 епізодів)                                       |
| 2021      | с  | ВандаВіжен                         | WandaVision               | Ванда Максимова (9 епізодів)                               |
| 2021—2022 | с  | Marvel Studios: Загальний збір     | Marvel Studios: Assembled | у ролі самої себе (2 епізоди)                              |
| 2022      | с  | Суботнього вечора в прямому ефірі  | Saturday Night Live       | гість (Епізод: "Benedict Cumberbatch / Arcade Fire")       |
| 2023      | с  | Любов і смерть                     | Love and Death            | Кенді Монтгомері (7 епізодів)                              |
| 2023      | мс | А що як...?                        | What If...?               | Ванда Максимова (2 епізоди)                                |
| 2025      | мс | Marvel Зомбі                       | Marvel Zombies            | Ванда Максимова                                            |

## Нагороди та номінації
| Нагорода                    | Рік  | Категорія                                       | Робота                                    | Результат |
| --------------------------- | ---- | ----------------------------------------------- | ----------------------------------------- | --------- |
| БАФТА                       | 2013 | Зірка, яка сходить                              | Н/Д                                       | Номінація |
| Золотий глобус              | 2022 | Найкраща жіноча роль мінісеріалу або телефільму | ВандаВіжн                                 | Номінація |
| Золотий глобус              | 2024 | Найкраща жіноча роль мінісеріалу або телефільму | Любов і смерть                            | Номінація |
| Еммі                        | 2021 | Найкраща жіноча роль мінісеріалу або телефільму | ВандаВіжн                                 | Номінація |
| Кінопремія «Вибір критиків» | 2012 | Найкраща акторка                                | Марта, Марсі Мей, Марлен                  | Номінація |
| Вибір телевізійних критиків | 2019 | Найкраща акторка драматичного серіалу           | Співчуваю вашій утраті                    | Номінація |
| Вибір телевізійних критиків | 2022 | Найкраща акторка мінісеріалу або телефільму     | ВандаВіжн                                 | Номінація |
| Critics Choice Super Awards | 2022 | Найкраща акторка серіалу про супергероїв        | ВандаВіжн                                 | Перемога  |
| Critics Choice Super Awards | 2023 | Найкраща акторка фільму про супергероїв         | Доктор Стрендж у мультивсесвіті божевілля | Номінація |
| Critics Choice Super Awards | 2023 | Найкращий злодій у фільмі                       | Доктор Стрендж у мультивсесвіті божевілля | Номінація |
| Незалежний дух              | 2012 | Найкраща жіноча роль                            | Марта, Марсі Мей, Марлен                  | Номінація |
| MTV Movie & TV Awards       | 2018 | Найкраща битва                                  | Месники: Війна нескінченності             | Номінація |
| MTV Movie & TV Awards       | 2021 | Найкраща битва                                  | ВандаВіжн                                 | Перемога  |
| MTV Movie & TV Awards       | 2021 | Найкращий актор/акторка в серіалі               | ВандаВіжн                                 | Перемога  |
| MTV Movie & TV Awards       | 2023 | Найкращий злодій                                | Доктор Стрендж у мультивсесвіті божевілля | Перемога  |
| Сатурн                      | 2012 | Найкраща кіноакторка                            | Марта, Марсі Мей, Марлен                  | Номінація |
| Сатурн                      | 2022 | Найкраща телеакторка                            | ВандаВіжн                                 | Номінація |